# Singapore Open 1988
Il Singapore Open 1988 è stato un torneo di tennis femminile giocato sul cemento. È stata la 3a del torneo che fa parte della categoria Tier V nell'ambito del WTA Tour 1988. Il torneo si è giocato dal 18 al 24 aprile 1988 a Singapore.

## Campionesse

### Singolare femminile
Monique Javer ha battuto in finale  Leila Meskhi con il punteggio di 7–6, 6–3

### Doppio femminile
Natal'ja Bykova /  Natalija Medvedjeva hanno battuto in finale  Leila Meskhi /  Svetlana Černeva con il punteggio di 7–6, 6–3